# Dalnic
Dalnic (en hongrois: Dálnok) est une commune roumaine du județ de Covasna dans le Pays sicule (aire ethnoculturelle et linguistique) en Transylvanie. Elle est composée d'un seul village, Dalnic.

## Localisation
Dalnic est situé au nord du județ de Covasna, à l'est de la Transylvanie, au pied des monts Bodoc dans les Carpates orientales, aux bords de la Dalnic, à 17 km de Târgu Secuiesc (Kézdivásárhely) et à 22 km de Sfântu Gheorghe (Sepsiszentgyörgy)

## Monuments et lieux touristiques
- Église réformée (construite au XIIIe siècle), monument historique
- Clocher en bois de l'église orthodoxe (construite au XVIIIe siècle), monument historique
- Manoir Hadnagy (construite en 1850), monument historique
- Manoir Gál (construite en 1844), monument historique
- Manoir Beczásy (construite en 1885), monument historique
- Forêt Dalnic
- Rivière Dalnic

## Personnalités
- György Dózsa (1470-1514), leader d'une révolte paysanne en Transylvanie en 1514